# Eulàlia Reguant i Cura
Eulàlia Reguant i Cura (Barcelona, 19 de setembre de 1979) és una matemàtica i activista catalana, diputada al Parlament de Catalunya per la CUP-Crida Constituent durant l'XI i la XIII legislatures.

## Trajectòria
Llicenciada en Matemàtiques per la Universitat de Barcelona. Ha treballat a Setem, a l'Associació Justícia i Pau i, actualment, a la Federació d'Organitzacions per a la Justícia Global. Fou secretària d'organització de l'Espai Jove de la Intersindical-CSC. És especialista en finances ètiques i sòcia de l'Associació FIARE Catalunya i de l'Ateneu Layret, del barri de Sant Antoni de Barcelona.
A les eleccions municipals de 2015 ocupà el lloc número 4 de la CUP-Capgirem Barcelona i estigué a punt de ser escollida regidora atès que la seva llista va obtenir tres representants a l'Ajuntament de Barcelona. A les eleccions al Parlament de Catalunya de 2015 fou candidata de la CUP-Crida Constituent després de ser escollida en primàries i esdevingué diputada al Parlament fins a l'octubre de 2017 en què renuncià a l'acta de diputada per a centrar-se totalment com a regidora de l'Ajuntament de Barcelona de la CUP-Capgirem Barcelona substituint Josep Garganté.
A les eleccions al Parlament de Catalunya de 2021 concorregué com a número 3 de la CUP-Un nou cicle per guanyar per la circumscripció de Barcelona. El 12 de maig de 2021 fou denunciada per Mossos d'Esquadra després d'intentar evitar el desallotjament forçós de casa d'una família en situació de vulnerabilitat, situada al carrer de la Cera, al barri del Raval de Barcelona.

### «Ferma contra el feixisme»
El 27 de febrer de 2019, durant el judici al procés independentista català, tant ella com l'exdiputat Antonio Baños es negaren a respondre les preguntes que formulà el partit d'extrema dreta Vox en qualitat d'acusació particular. Concretament manifestà en castellà la voluntat d'«expressar, assumint les conseqüències, que davant d'un partit d'extrema dreta, masclista i xenòfob, no penso respondre les preguntes de Vox». El motiu de l'acció fou la voluntat de fer patent «l'anomalia de la presència de Vox com a acusació popular en el judici contra el dret a l'autodeterminació i denunciar la connivència entre l'extrema dreta i l'aparell judicial espanyol». Per aquests fets, a l'abril de 2021, el Jutjat d'Instrucció número 10 de Madrid acceptà la investigació del cas i al llarg de la tardor sol·licità al Tribunal Suprem espanyol que es declarés competent per a jutjar-la, en tant que aforada. Paral·lelament, el judici contra Antonio Baños continuà en via ordinària i se la cità pel 29 de setembre de 2022 en aquell mateix jutjat d'instrucció. Durant la primera fase d'investigació ambdós encausats també es negarn a respondre les interpel·lacions de Vox, que fou part de l'acusació d'aquell judici. La fiscalia provincial de Madrid hi intervingué i qualificà els fets com a punibles per desobediència greu, tot sol·licitant per a cadascun d'ells una pena de mig any de presó i la inhabilitació per sufragi passiu. Un cop finalitzada la instrucció, el Jutjat elevà la resolució al Tribunal Suprem espanyol, en tant que gaudia de condició de diputada. El 24 de novembre de 2021 l'alt tribunal notificà a la defensa de la diputada que assumia la causa, i el 20 de desembre que obria el judici oral.
El 10 de gener de 2022, l'advocat de la defensa, Daniel Amelang, demanà la nul·litat del procediment ja que «ni el tribunal que ha formulat la instrucció ni la fiscalia que ha formulat l'acusació són competents en el cas» tenint en compte les prerrogatives d'aforament que emparen a l'acusada en tant que diputada i que, en tot cas, la instrucció s'iniciés de nou des del Tribunal Suprem. L'escrit presentat també va manifestar que «no es pot sancionar dues vegades per la mateixa conducta» (principi del ne bis in idem), tenint en consideració que ambdós polítics ja foren sancionats l'any 2019 per la Sala Segona del Tribunal Suprem espanyol. Concretament, i en base als articles 192 i 554 1.b) de la LOPJ, foren multats cadascun d'ells amb 2.500 euros a mode de «correcció disciplinària», sanció que només es pot interposar contra actes que no constitueixen delicte. Així mateix, la defensa justificà que l'acusació vulnera la llibertat d'expressió, de pensament i de consciència de Reguant i que ella actuà conforme a dret a l'empara de la disposició que cap testimoni pot ser obligat a declarar sobre una pregunta de la qual la seva resposta pugui perjudicar-la moral o materialment de manera directa i important (article 418 de la LECrim). També va assegurar que la petició de retirada de l'acusació particular de Vox fou una demanda reiterada per diferents acusats durant el judici al procés independentista català ja que responia a criteris «únicament electoralistes i, no sols no es prevenia d'ideologies masclistes, homòfobes i racistes, sinó que es demanava als poders públics que s'abstinguessin del seu compromís en la lluita contra la vulneració de drets fonamentals». Finalment, la missiva valorà que una pena d'inhabilitació per uns fets anteriors a l'elecció com a diputada suposa «un sacrifici inacceptable del dret a representació política, i una flagrant vulneració del principi de proporcionalitat».

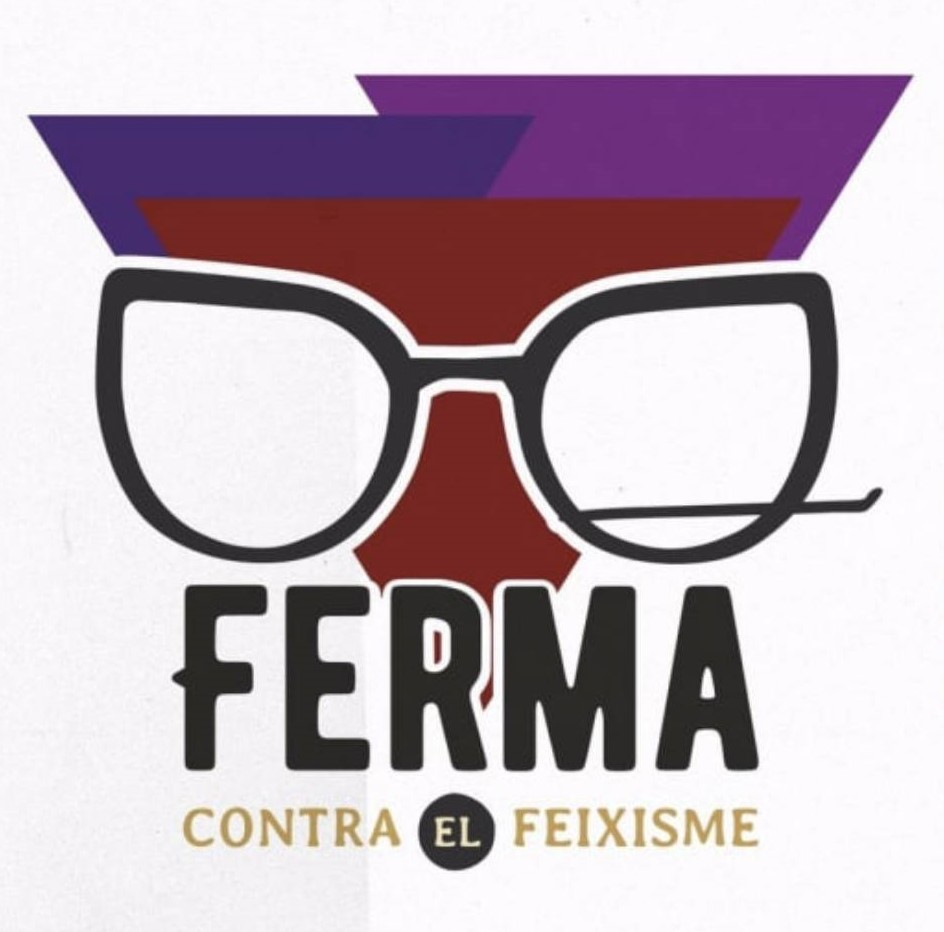
Logotip de la campanya de suport

L'11 de gener de 2022, la CUP presentà davant del Mercat de Sant Antoni de Barcelona la campanya «Ferma contra el feixisme», iniciativa de mobilització social i política en defensa de Reguant. L'acte va comptar amb la presència de representants de l'associacionisme veïnal, així com d'Òmnium Cultural, l'Assemblea Nacional Catalana (ANC), la Xarxa d'Habitatge de l'Esquerra de l'Eixample, el Casal Popular Lina Òdena, els Comitès de Defensa de la República i el Sindicat d'Estudiants dels Països Catalans. Al seu torn, la portaveu de la campanya, Núria Morell, va denunciar «que l'extrema dreta marqui la direcció de l'Estat contra l'independentisme és un fet que cal denunciar i plantar-li cara». El 13 de gener es va anunciar que 19 sindicats d'esquerres de tot l'Estat espanyol havien donat suport a la campanya d'absolució mitjançant l'adhesió a un manifest de denúncia del blanqueig del feixisme per part de la judicatura espanyola, dels impediments reiterats a la voluntat popular expressada democràticament pel poble català i a la consolidació de fenòmens d'extrema dreta arreu del món. El 16 de gener, als carrers del barri de Sant Antoni de Barcelona, es va realitzar el primer acte de suport amb parlaments, un dinar popular i un concert de Carles Belda, acompanyat de la presència d'altres càrrecs electes de la formació política com Dolors Sabater, Carles Riera, Pau Juvillà, Montserrat Vinyets i Mireia Vehí. En ell, l'encausada va manifestar que «la desobediència és la millor eina per plantar cara als poders que ens volen als marges» i que calia «utilitzar aquest cas com a bumerang contra l'Estat, en contra d'aquest Estat que nega drets fonamentals i persegueix sistemàticament a la dissidència, en contra d'aquest Estat que segueix perseguint a totes aquelles persones que van fer possible el major acte de dissidència política i de rebel·lia que va ser, l'1 d'octubre, el referèndum d'autodeterminació».
El 27 de gener, la sala segona de la cort suprema espanyola va notificar-li que el judici per desobediència greu es duria a terme l'1 i el 2 de març de 2022, amb l'acceptació de les proves presentades tant per la fiscalia com per la defensa. En motiu de la notícia, va comunicar públicament que realitzaria la declaració en llengua catalana. El 23 de febrer, el comitè de solidaritat amb Reguant va realitzar un acte polític de suport a l'auditori Calàbria 66 de Barcelona, amb la participació telemàtica d'Anna Gabriel i Alberto Rodríguez, exdiputats de la CUP i Podem, respectivament. Així mateix, de forma presencial, van participar Antonio Baños, el diputat de la CUP Pau Juvillà, l'advocada Norma Pedemonte, l'escriptora Núria Cadenes i la periodista Laia Soldevilla. A l'acte també hi van assistir diputats d'Esquerra Republicana de Catalunya, Junts (com ara Jordi Turull), En Comú Podem i la CUP, dirigents de l'ANC i Òmnium Cultural, i representants del moviment associatiu del barri de Sant Antoni. L'acte va concloure amb un llarg aplaudiment prèvia participació sobre l'escenari de David Carabén i Marc Lloret, veu i guitarra de Mishima, que van interpretar dues cançons. El 28 de febrer es va convocar un acte similar a la sala Ecooo de Madrid, denominat «Dignidad versus Vox», en el qual va participar l'encausada, juntament amb activistes del moviments socials i polítics de la ciutat, com ara el Sindicat de Manters, la Coordinadora Antifeixista de Madrid i Esquerra Castellana, així com els col·lectius catalans Raval VS Vox i 8Mil motius, la diputada de la CUP Basha Changuerra i el represaliat per injúries a la Corona Albert Baiges. Altres mostres de solidaritat es van poder veure a les Illes Balears quan diversos polítics sobiranistes i activistes socials van publicar el 27 de febrer un vídeo de suport i la tarda de l'1 de març van realitzar una concentració i lectura de manifest davant dels jutjats de Palma, situats a la Via Alemanya.
L'1 de març es va celebrar el primer dia de judici però la sala va declarar la seva nul·litat després d'admetre un error en la tramitació de la causa, tal com va apuntar l'escrit de la defensa, i va ordenar el trasllat de la causa a la Fiscalia del Suprem. A les portes del jutjat s'hi van aplegar com a mostra de suport diferents càrrecs electes de la CUP, els diputats Marta Vilalta (ERC), Pilar Calvo (Junts) i Gerardo Pisarello (UP), i també el president d'Òmnium Cultural Xavier Antich i el tresorer de l'ANC Carles Gómez. El 17 de març, com a conseqüència de la declaració de nul·litat, el Tribunal Suprem d'Espanya va anul·lar la interlocutòria d'obertura de judici oral i l'escrit d'acusació de la fiscalia, així com va ordenar la designació d'un magistrat instructor per a la causa. Aquesta mesura va succeir després que l'alt tribunal reconegués la seva mala instrucció per no tenir en compte la seva condició de diputada des del març de 2021 i, per tant, en tant que aforada, el procediment no es podia tramitar via jutjat ordinari tal com es va fer fins a la tardor de 2021.
El 19 de maig de 2022, el Tribunal Suprem va comunicar que el judici pel delicte de desobediència greu a l'autoritat es realitzaria el 28 de setembre d'aquell mateix any i que l'acusada podria declarar en català, tal com havia sol·licitat amb anterioritat. En resposta, Reguant va assegurar al seu compte de twitter que persistiria treballant en «l'autodeterminació, la independència i la justícia social per a tothom» i que «ni la justícia de part, ni el feixisme, ni l'espionatge ens desviaran dels nostres objectius». Així mateix, la CUP va denunciar que es tractava d'un «judici polític» que suposava «una vulneració flagrant de la llibertat ideològica i de consciència». En declaracions, el diputat Xavier Pellicer va expressar la seva disconformitat amb el judici i el va titllar «d'una estratègia més per criminalitzar les ideologies antifeixista i independentista». Concretament, va manifestar que Reguant «va voler evidenciar l'anomalia de la presència de Vox com a acusació popular contra el dret a l'autodeterminació», a més de «denunciar la connivència entre l'extrema dreta i l'aparell judicial espanyol», fent palès que «l'Estat ens espia, inhabilita, represalia..., i ara també permet que Reguant s'enfronti a un altre judici polític».
El 29 d'agost de 2022, en una entrevista un mes just abans del judici, va expressar que no temia la inhabilitació perquè sabia que era una realitat, que del judici «no n'esperava gran cosa» i va refermar el seu posicionament assegurant que «la decisió va ser bona i necessària, perquè calia assenyalar el feixisme que es feia visible amb Vox com a acusació particular». El 7 d'octubre de 2022, durant el judici, la Fiscalia del Suprem va rebaixar la petició a una pena de 4 mesos de presó i 4 mesos d'inhabilitació del sufragi passiu. Nogensmenys, la Sala penal del Tribunal Suprem la va condemnar a una multa de 13.500 euros per desobediència greu, després de no haver respost a Vox durant el judici del Procés, però no la va inhabilitar del càrrec de diputada del Parlament de Catalunya. Dos mesos després, el 7 de desembre de 2022, la defensa de Reguant va presentar un recurs d'empara al Tribunal Constitucional espanyol amb l'argument que s'havien vulnerat drets fonamentals com ara la tutela judicial efectiva, la presumpció d'innocència, la legalitat penal, la llibertat d’expressió, la llibertat ideològica i la llibertat de consciència. Finalment, el 12 de desembre de 2022, el comitè de suport va organitzar un acte de final de campanya anomenat «La protecció judicial a l’extrema dreta» a la Universitat de Barcelona, que va comptar amb la participació dels implicats Eulàlia Reguant i Antonio Baños. A l'acte hi van assistir els portaveus del grup parlamentari d'ERC, Marta Vilalta i Jordi Orobitg, i el president d'Òmnium Cultural, Xavier Antich. També va estar prevista la presència de representants de Junts i l'ANC però, per qüestions d'última hora, van resultar baixa.
Finalment, però, el 7 de març de 2023 va pagar la multa de 13.500 euros i va quedar lliure de responsabilitats penals del delicte de desobediència.

### Retirada
El setembre de 2023 va anunciar la seva renúncia com a diputada al Parlament, comentant que calien nous lideratges i que es dedicaria a ajudar al procés de refundació de les CUP.